# J-2
«Джей-2» (англ. J-2) — жидкостной ракетный двигатель (ЖРД) компании Rocketdyne (США), выполнен по схеме открытого генераторного цикла. На время создания являлся наиболее мощным двигателем, который использовал жидкий водород и жидкий кислород в качестве компонентов топлива. Позднее он был оттеснён с этой позиции двигателями RS-24, РД-0120 и RS-68. В стандартной конфигурации двигатель предназначен для использования в вакууме, то есть на верхних ступенях ракет-носителей (РН). Отличительной особенностью J-2 на время создания являлась возможность его повторного включения, что применялось на третьей ступени S-IVB лунной ракеты Сатурн-5. Эта особенность двигателя позволяла сначала выполнить завершение вывода полезной нагрузки на низкую опорную орбиту (НОО), а через некоторое время — выполнить разгон к Луне.
Своё первое применение ЖРД J-2 нашёл на второй ступени РН Сатурн-1Б. Поздне́е являлся важной частью программы НАСА «Аполлон» — пять двигателей использовались на второй ступени РН Сатурн-5 (S-II) и один двигатель использовался на третьей ступени (S-IVB). Также, имелись предложения по его использованию в проекте сверхтяжёлого марсианского РН «Нова» с предполагаемой грузоподъёмностью на низкую опорную орбиту (НОО) до 300 т. На 2009 год модифицированный вариант ЖРД J-2 планировалось использовать на вторых ступенях РН Арес-1 и Арес-5 программы НАСА «Созвездие». Планируется использовать для второй ступени SLS.

## Модификации
В силу того, что ЖРД J-2 был разработан в начале 1960-х годов и при этом отличался высокой надёжностью, в большом количестве производились различные модификации первоначальной версии двигателя, которые велись в рамках различных космических программ.

### J-2S

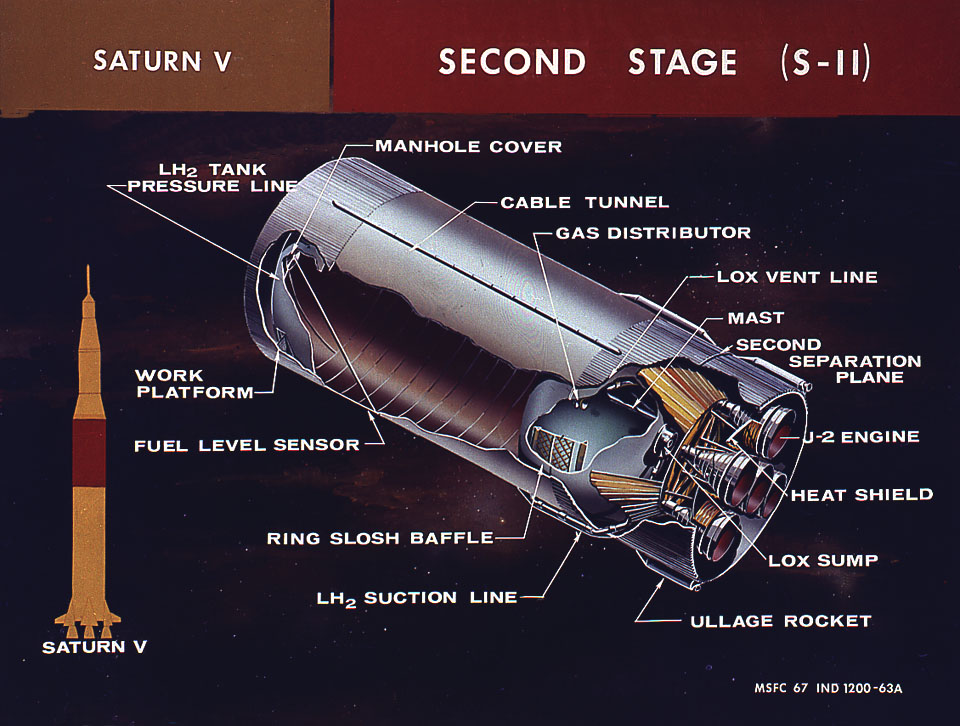
Вторая ступень РН Сатурн-5 с пятью двигателями J-2

Экспериментальная программа увеличения эффективности ЖРД J-2 с названием J-2X, которое не следует путать с более поздним вариантом XXI века с тем же именем, была начата в середине 1960-х годов. Основным отличием модифицированной версии было введение плёночного охлаждения основной камеры сгорания (КС) с добавлением щелевидной полосы и отказ от камеры предварительного сгорания газогенератора. Таким образом схема работы двигателя была изменена с открытого генераторного цикла на модифицированный открытый цикл с фазовым переходом. В дополнение к уменьшению количества деталей, это позволило избавиться от проблемы синхронизации работы двух камер сгорания.
Дополнительные изменения включали в себя изменения в систему дросселирования для большей гибкости при эксплуатации, что потребовало также внесение изменений в систему подачи топлива для соответствующего изменения состава смеси при разных условиях давления в камере сгорания. Также был добавлен «спящий режим» (англ. Idle Mode), который производил небольшую тягу и мог быть использован для маневрирования на орбите, а также для упорядочивания топлива и окислителя в баках перед переходом в режим основной тяги. Конечными характеристиками двигателя стал увеличенный — по сравнению с базовой моделью — удельный импульс равный 436 сек и уменьшенная масса 1467 кг.
В ходе разработки модификации двигателя Рокетдайном были созданы шесть доводочных двигателей J-2S. Эти изделия много раз проходили огневые испытания в период с 1965 по 1972 год с общей наработкой 30 858 сек. В 1972 году, когда стало понятно, что дальнейшие заказы на РН Сатурн-5 не поступят, была закончена программа испытаний. НАСА планировало использовать эту модификацию двигателя в различных программах и даже в течение некоторого времени предполагалось, что связка из пяти J-2S должна быть установлена на спейс шаттле, но эти первоначальные проекты не были реализованы и выбор был остановлен на новом ЖРД RS-24, который использует схему закрытого цикла.

### J-2T
Во время работы над ЖРД J-2S, НАСА также финансировало разработки с использованием турбомашины и прочих систем двигателя для создания нового клиновоздушного сопла. Это должно было увеличить эффективность двигателя, особенно в случае использования этой модификации на второй ступени РН Сатурн-5 S-II, которая некоторую часть работы выполняла в атмосфере, а не в вакууме. Основное отличие этого двигателя от базовой модели J-2S, состояло в использовании тороидальной или кольцевой камеры сгорания, которая обеспечивала возможность использование центрального клина. Были созданы две модификации этого двигателя: первая, J-2T-200k, с тягой 90,8 тс (890 кН), которая позволяла его использование на S-II и S-IVB; вторая, J-2T-250k, с тягой 113,4 тс (1112 кН). При этом в названии каждого из двигателей в правой части указывается их тяга в размерности фунт-сила.
Так же как и в случае с J-2S, работы над J-2T проходили вместе с продолжительной серией огневых испытаний пробных двигателей на стендах, но последующее развитие остановилось после завершения программы НАСА «Аполлон».

### XRS-2200 и RS-2200

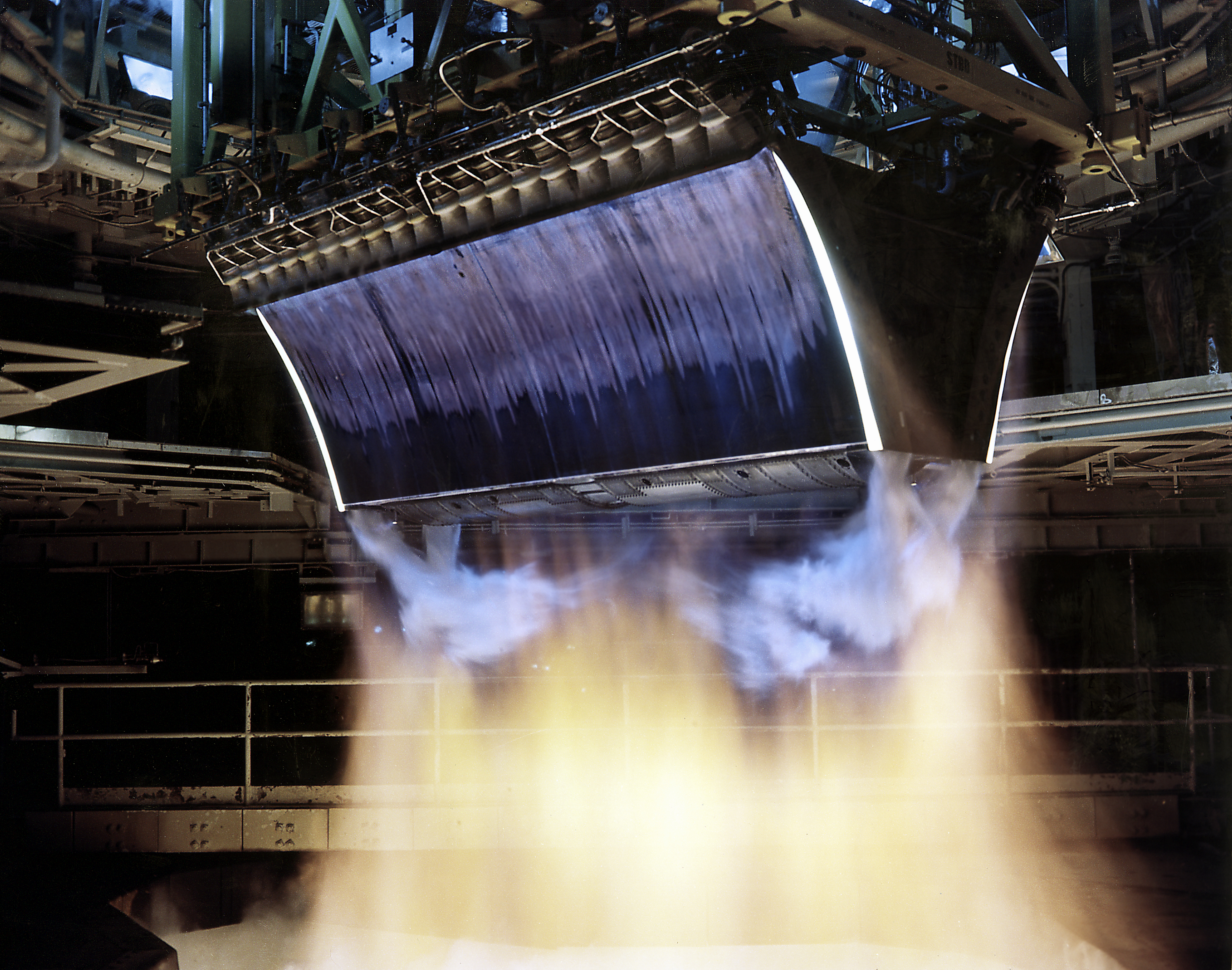
Огневые испытания плоского клиновоздушного двигателя XRS-2200 по программе X-33

Тридцатью годами позже, модифицированный ЖРД J-2S был снова использован и на этот раз в проекте космоплана НАСА X-33. В данном случае немного модифицированный J-2S без сопла использовался в ряду других таких же J-2S для создания плоского клиновоздушного двигателя. Экспериментальные модели имели название XRS-2200. В ходе проекта X-33 были построены три двигателя XRS-2200, которые прошли программу испытаний в Космическом центре им. Стенниса НАСА. Испытания одного двигателя были успешными, но программа была остановлена до завершения строительства испытательного стенда для второго двигателя. ЖРД XRS-2200 на уровне моря производит тягу 92,7 тс (909,3 кН) и обладает удельным импульсом 339 с, в вакууме тяга составляет 120,8 тс (1,2 МН), удельный импульс — 436,5 с. После дальнейшего развития и программы испытаний, проект был отклонён по причине нерешённости проблем с композитными топливными баками X-33.
Масштабируемость двигателя с плоским клиновоздушным соплом была использована при создании более крупного варианта ЖРД RS-2200, который был предназначен для одноступенчатого космоплана «Венчур Стар» (Локхид Мартин). В своём последнем варианте, семь RS-2200, каждый с тягой 245,8 тс (2,4 МН), должны были доставлять «Венчур Стар» на НОО. Развитие этого проекта было формально прекращено в начале 2001 года, когда программа X-33 не получила финансирования в рамках программы «Инициатива космического запуска (англ. Space Launch Initiative)». В Локхид Мартин было принято решение не продолжать развитие «Венчур Стар» без финансовой поддержки НАСА.

### J-2X

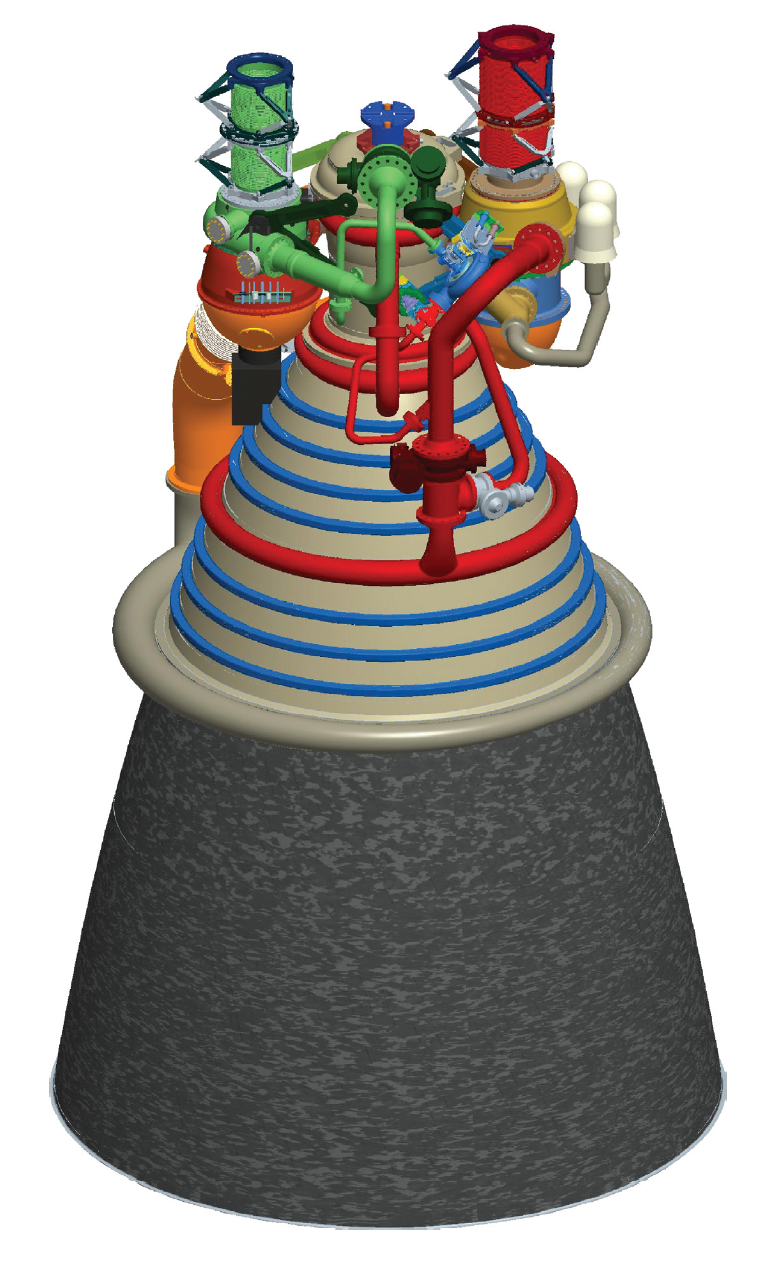
Иллюстрация ЖРД J-2X

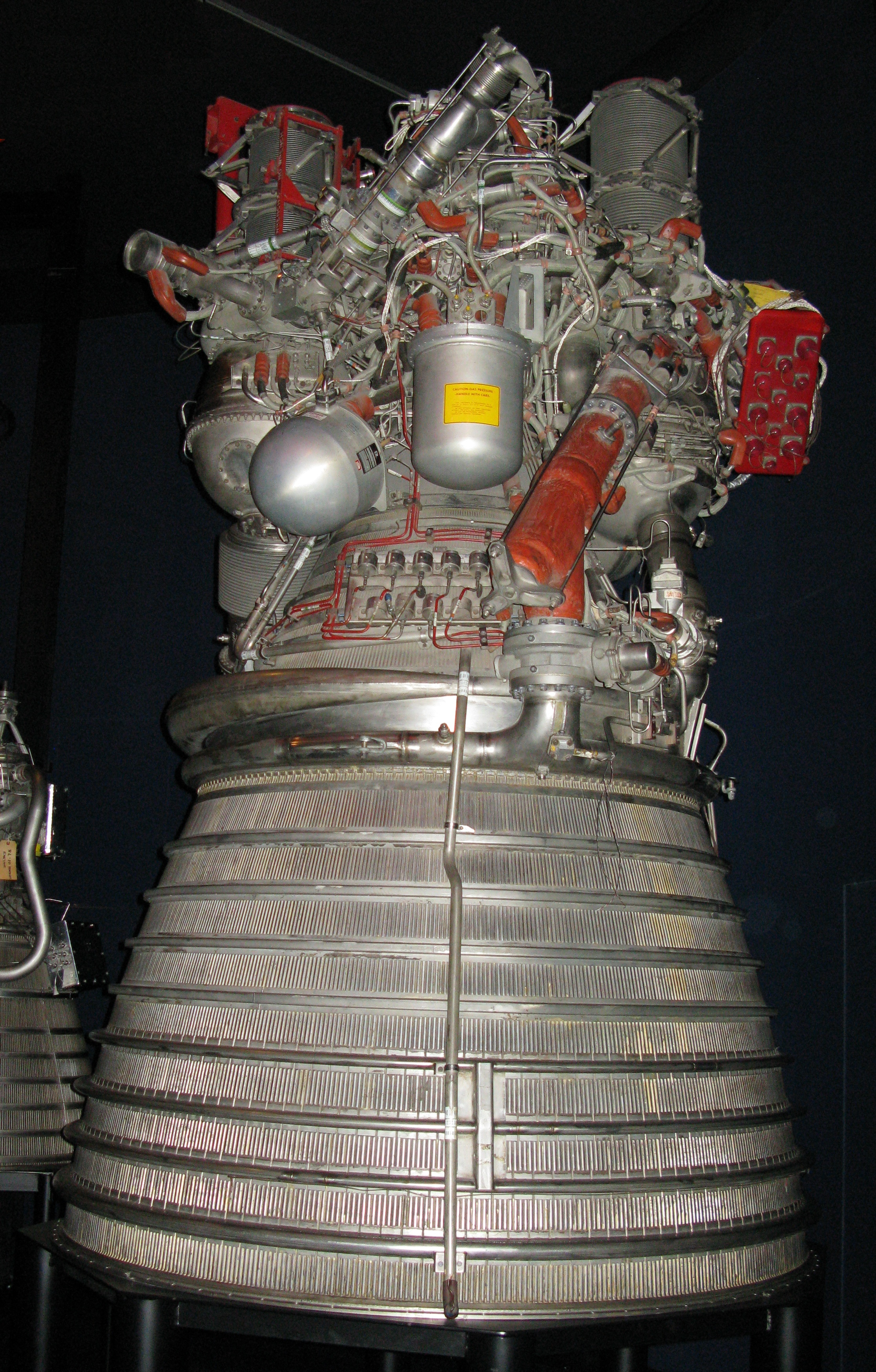
Двигатель J-2 в музее

Новая версия двигателя, называемая J-2X, сейчас находится в разработке в рамках развития программы НАСА «Созвездие» и пилотируемого капсульного КА «Орион», который должен был заменить космический челнок после 2010 года. Первоначально предполагалось использовать два J-2X на разгонной ступени лунного модуля (англ. Earth Departure Stage, EDS), каждый с тягой 133,4 тс (1,3 МН).
J-2X должен был быть основан на J-2, устанавливаемом на ступенях S-II и S-IVB ракет Saturn , использовавшихся во время программы Apollo, но поскольку необходимость увеличения тяги для Ares I приводила к проблемам с весом, был реализован дизайн двигателя с чистого листа. Он был запущен в разработку в 2007 году в рамках ныне отмененной программы Constellation . Первоначально запланированный для использования на верхних ступенях ракет Ares I и Ares V, J-2X позже был предназначен для использования на верхней ступени SLS Block 2, преемник программы Constellation. Предполагается, что двигатель будет более эффективным и простым в сборке, чем его предшественник J-2, и будет стоить меньше, чем двигатель RS-25 . Отличия в новом двигателе включают удаление бериллия, центробежный турбонасос по сравнению с осевым турбонасосом J-2, другие коэффициенты расширения камеры и сопла, камера сгорания с канальной стенкой по сравнению со сварной трубной камерой двигателя J-2, перепроектирование всей электроники, газогенератора и сверхзвуковой основной форсунки на базе РС-68, и использование технологий соединения 21-го века.
Производить работы по модернизации поручено Рокетдайн в рамках контракта общей стоимостью 1,2 млрд долл. Первые строительные работы на испытательных стендах для J-2X были начаты НАСА в Космическом центре им. Стенниса 23 августа 2007 года. В период 2007—2008 годах было произведено девять испытаний двигателей J-2X.
По сравнению с базовой моделью, двигатель должен будет обладать увеличенным до 448 сек удельным импульсом, тягой 133,4 тс (1,3 МН) и массой 2477 кг.